# Bölen i Skulnäs
Bölen i Skulnäs – miejscowości (småort) w Szwecji w gminie Örnsköldsvik w regionie Västernorrland. Około 93 mieszkańców.